# Käthe Kamossa

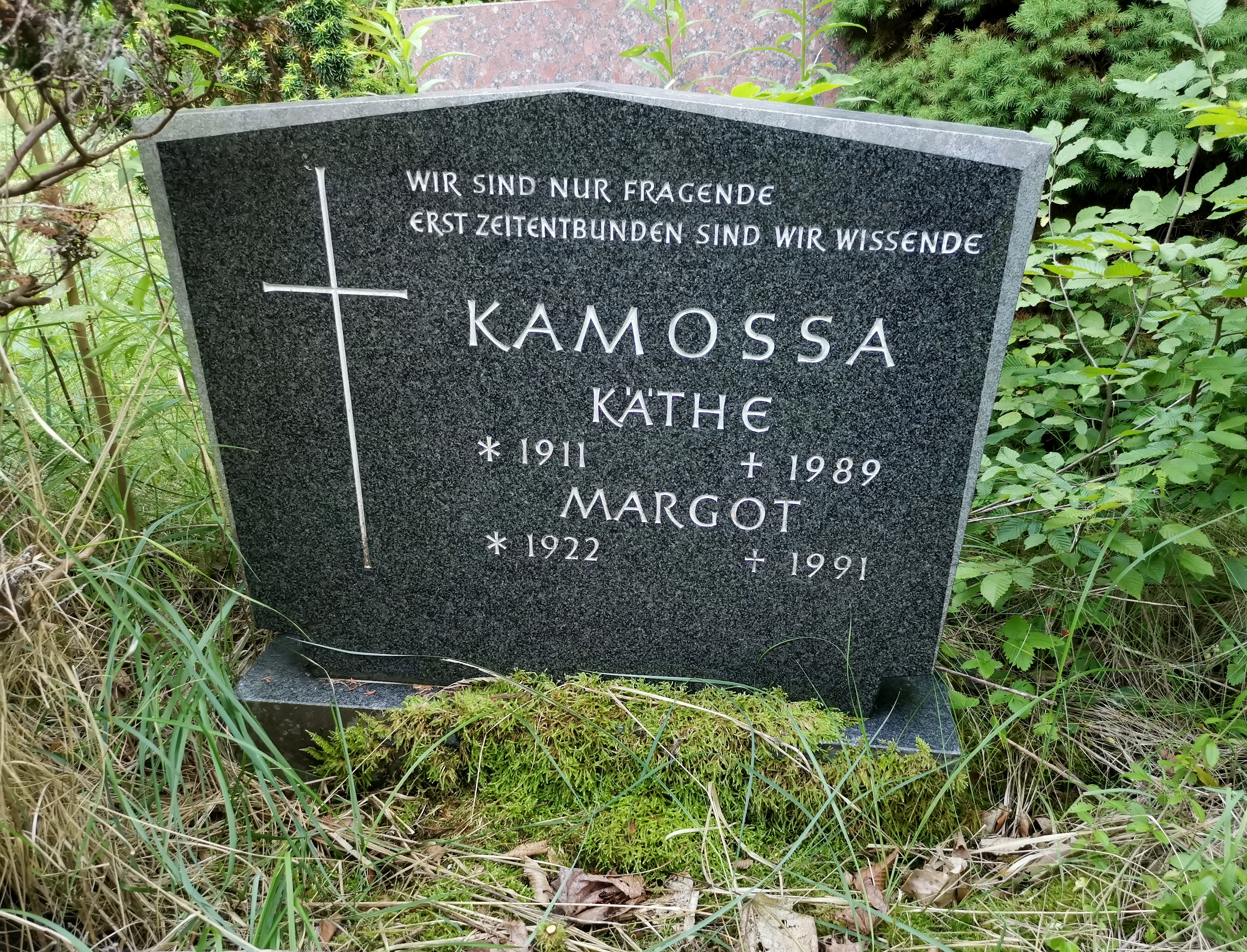
Grab auf dem Friedhof Steglitz

Käthe Kamossa (* 15. Dezember 1911 in Berlin; † 8. Juli 1989 ebenda) war eine deutsche Schauspielerin und Autorin.

## Leben
Käthe Kamossa wurde als Tochter des Verwaltungssekretärs Paul Kamossa und seiner Ehefrau Margarete geboren. Nach Abschluss der Mittelschule erhielt sie eine Ausbildung an der Reicherischen Schauspielschule in Berlin. Im Anschluss war sie an Bühnen in Berlin zu sehen. So ist im Jahr 1940 ein Auftritt in Franz Grillparzers Trauerspiel Medea an der Volksbühne Berlin zu verzeichnen.
Ab den 1930er Jahren wirkte Käthe Kamossa in verschiedenen Filmproduktionen mit. Darunter befand sich 1941 der nationalsozialistische Propagandafilm Ich klage an, der heute als Vorbehaltsfilm nur unter strengen Voraussetzungen aufgeführt werden kann. Sie spielte aber auch 1937 in der Literaturverfilmung von Heinrich von Kleists Der zerbrochene Krug von Gustav Ucicky mit Emil Jannings, Friedrich Kayssler und Lina Carstens und 1962 in dem Kriminalfilm Das Geheimnis der schwarzen Koffer von Werner Klingler mit Joachim Hansen, Senta Berger und Hans Reiser. Käthe Kamossa war zudem vereinzelt als Hörspielsprecherin tätig.
1934 brachte Käthe Kamossa, die durch den Lyriker Gustav Stolze unterstützt wurde, ihren ersten Gedichtband Aufbruch heraus. Es folgten weitere lyrische Arbeiten. Sie schrieb darüber hinaus auch zwei Kinderbücher. 
Käthe Kamossa starb 1989 im Alter von 77 Jahren und wurde in ihrer Heimatstadt auf dem Friedhof in Steglitz (Feld D, Urnengarten) beigesetzt.

## Filmografie (Auswahl)
- 1936: Susanne im Bade
- 1937: Gabriele: eins, zwei, drei
- 1937: Der zerbrochene Krug
- 1937: Ein Volksfeind
- 1938: Du und ich (Chargen-Rolle)
- 1939: Der Florentiner Hut
- 1940: Die gute Sieben
- 1941: Ich klage an
- 1952: Frauenschicksale
- 1958: Mädchen in Uniform
- 1964: Jenny und der Herr im Frack (Fernsehfilm)
- 1964: Ein langer Tag (Fernsehfilm)
- 1966: Die Nacht zum Vierten (Fernsehfilm)
- 1967: Anastasia (Fernsehfilm)

## Werke (Auswahl)
- 1934: Aufbruch: Gedichte. Kulturpolitischer Verlag, Berlin; Leipzig; München
- 1942: Kleine Sinfonie. Andree, Prag
- 1943: Lyrische Vesper. Andree, Prag
- 1949: Katrinchen. Altberliner Verlag, Berlin
- 1958: Katrinchens kleine Welt. Boje–Verlag, Stuttgart
- 1970: Stationen. Lettner-Verlag, Berlin
- 1978: Es. Bläschke, Darmstadt